# 閃光直線脂鯉
閃光直線脂鯉，為輻鰭魚綱脂鯉目脂鯉科的其中一個種。

## 分布
本魚分布於南美洲委內瑞拉的瓦倫西亞湖。

## 特徵
本魚背部顏色為藍灰中透綠色，背以下部分則為銀白色。魚體上的彩虹色最引人注目，在側射光下欣賞效果最佳。幼魚從側腹部至尾柄處有黑條紋，雄魚的條紋為藍色，帶白邊，成熟的雄魚背鰭是典型的鐮刀狀。腹鰭很長，尾鰭為深裂形，眼睛上端為紅色。體長約6公分。

## 生態
本魚性情溫和，喜群游，屬雜食性，以蠕蟲、甲殼動物與昆蟲等為食。

## 經濟利用
為觀賞性魚類，飼養時需要較大的活動空間，成熟很慢。